# Chlamys islandica
Chlamys islandica är en musselart som först beskrevs av Cornelius Herman Muller 1776.  Chlamys islandica ingår i släktet Chlamys och familjen kammusslor.

Höger klaff
Vänster klaff

## Underarter
Arten delas in i följande underarter:
- C. i. islandica
- C. i. costellatus
- C. i. insculptus

## Bildgalleri

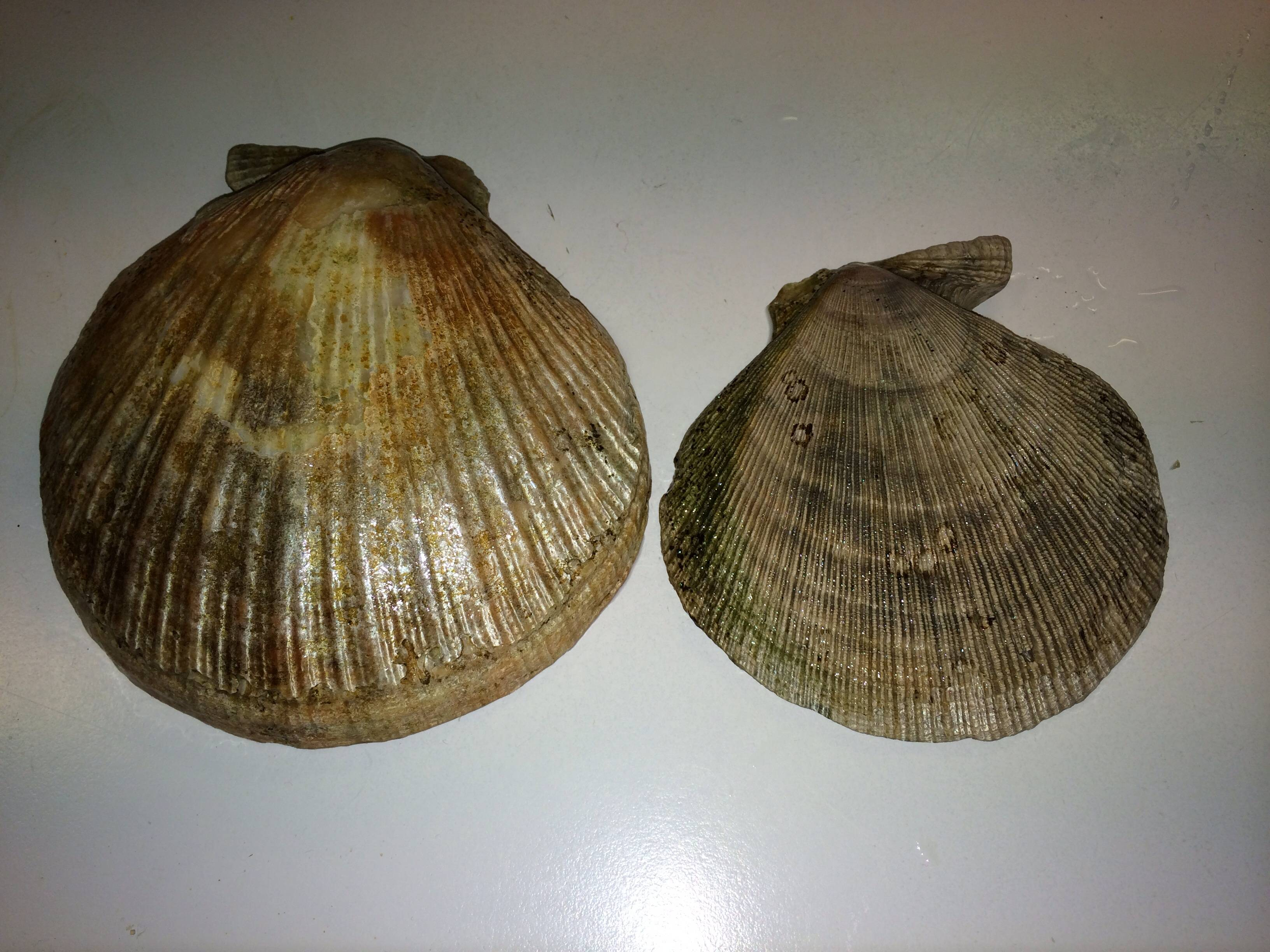
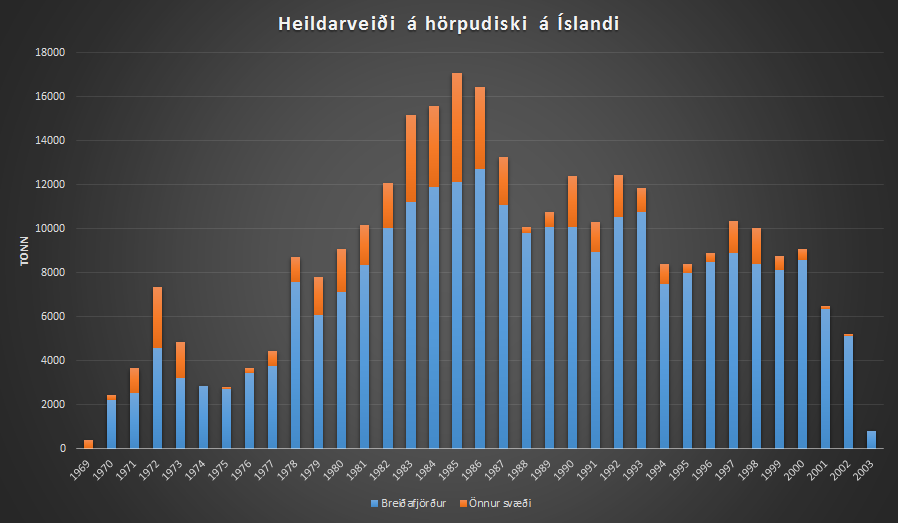